# Esparteína
A esparteína (C15H26N2), também chamada de lupinidina, é uma substância utilizada como ocitócico.